# Dolcè

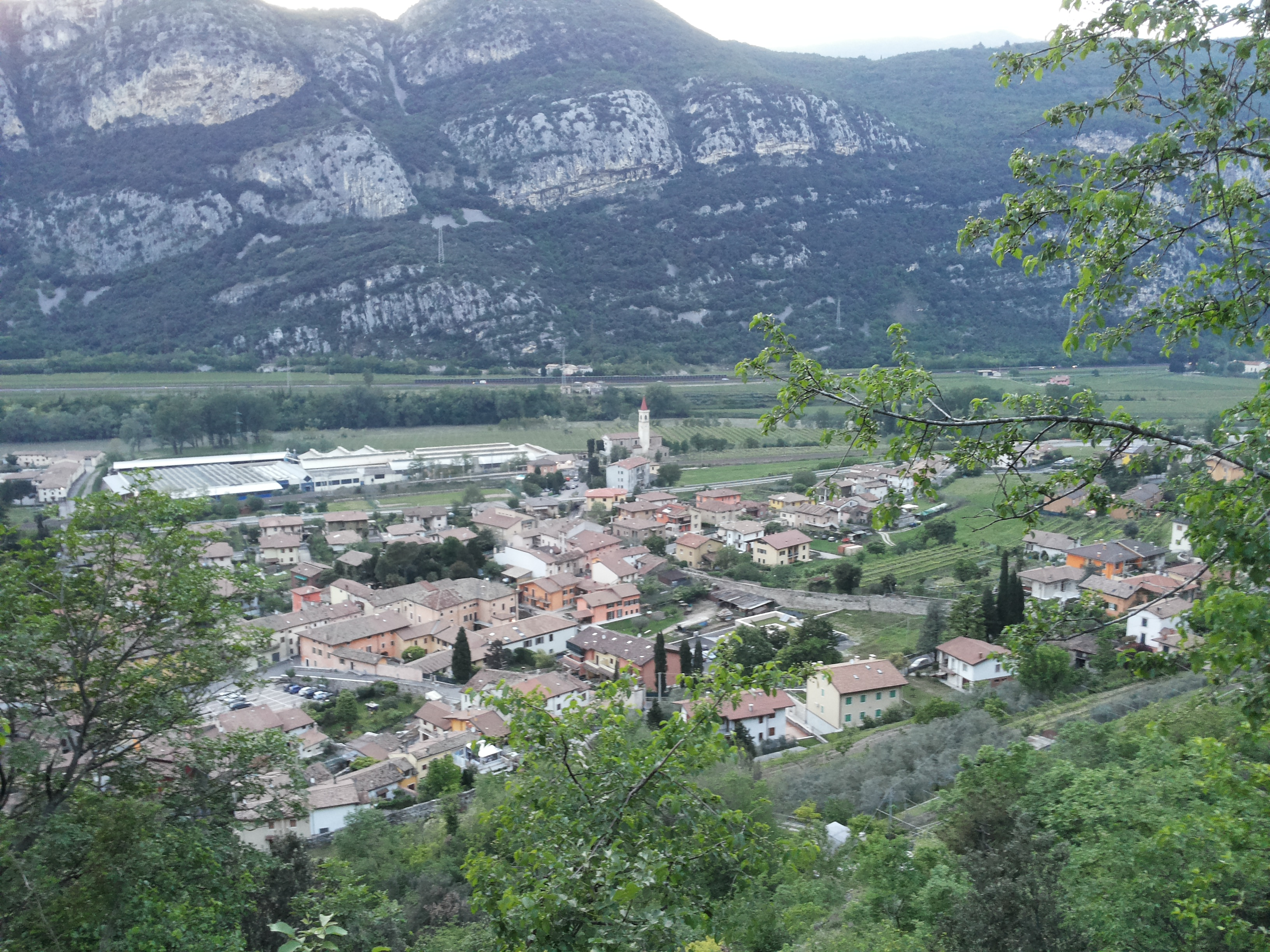
Dolcè

Dolcè ist eine nordostitalienische Gemeinde (comune) mit 2528 Einwohnern (Stand 31. Dezember 2023) in der Provinz Verona in Venetien.

## Geografie
Die Gemeinde liegt etwa 21,5 Kilometer nordwestlich von Verona und ist Teil der Comunità montana della Lessinia. Dolcè liegt im Vallagarina, wie der unterste Abschnitt des Etschtals genannt wird, und zum Teil im Parco naturale regionale della Lessinia. Die Etsch, die bei Dolcè die Veroneser Klause erreicht, bildet die westliche Gemeindegrenze.

## Geschichte
Seit dem 12. Jahrhundert wird der Ort in unterschiedlichen Schreibweisen erwähnt.

## Wirtschaft und Verkehr
Im Gemeindegebiet liegt ein Weinbaugebiet. Hier wird der Valpolicella angebaut. Durch die Gemeinde führt die Strada Statale 12 dell’Abetone e del Brennero von Pisa zum Brennerpass. An der Brennerbahn besteht ein Betriebsbahnhof.

## Persönlichkeiten
- Tullo Centurioni (1912–1945), Finanzpolizist, Fluchthelfer und NS-Opfer

## Gemeindepartnerschaft
Dolcè unterhält eine Partnerschaft mit der rheinland-pfälzischen Ortsgemeinde Undenheim.